# Станимир Станимиров
Станимир Попстефанов Станимиров е най-изявеният и най-известен представител на габровския род Станимирови. Син е на дееца на движението за църковна независимост и архиерейски наместник на Габрово иконом Стефан Станимиров. Станимиров става един от първите значими църковни историци, учителствал е в най-елитните за времето си български учебни заведения, заемал редица постове в областта на културата и образованието.

## Образование
До 6-и клас Станимиров учи в Габровското мъжко училище (Априловската гимназия). Тогава през 1875 г. получава стипендия от руския Св. Синод и е записан направо във втори клас на Киевската духовна семинария, която завършва през 1879. През този период Станимиров има възможността да опознае лично Йосиф Соколски, което по-късно дава повод за сериозни биографични изследвания за живота на именития духовник. Поради добрия си успех веднага след това продължава обучението си в Киевската духовна академия, откъдето се дипломира с научна степен по богословие. Това му дава право да преподава в руските учебни заведения, но той предпочита да се завърне в Родината и поема пътя на педагог и общественик в нова България.

## Учителска и просветна дейност
През 1883 се завръща в Габрово, където една година е учител в Априловската гимназия. От януари до август 1884 заминава за Цариград, където е деловодител на училищното попечителство при Българската Екзархия. След краткия престой в екзархията се завръща в Габрово, и става Директор на Априловската гимназия. Две години по-късно през 1886 г. семейството се пренася в София, където Станимиров става директор на Първа мъжка гимназия. На този пост Станимиров става един от инициаторите за откриването през 1888 г. на Висш педагогически курс към гимназията, който от 1889 г. става първото в България висше училище, днес СУ ”Св. Климент Охридски”. Във висшия курс Станимиров преподава История на старите източни народи (1888 – 89 г.) и Всеобща история (01.-10.1889 г.). През 1894 г. по лично настояване на Екзарх Йосиф I отново заминава за Цариград, където става Ректор на новоучредената Българската духовна семинария. През трите години, които прекарва в Екзархията Станимиров участва активно в политическите процеси в Цариград, близък сътрудник е на Екзарх Йосиф I и остава интересни спомени за живота на българите в столицата на Османската империя, усилията на екзархията за духовно обгрижване на българските земи останали в границите на империята, взаимоотношенията на Екзархията с турските и българските държавни институции. През 1897 г. Станимиров се завръща от Цариград и през 1899 отново оглавява Първа мъжка гимназия. Успоредно с дейността си на училищен директор, през 1908 г. Станимиров е поканен от цар Фердинанд като учител, а по-късно и Директор на създадената в двореца Частна на НВ класическа гимназия, в която се обучават престолонаследникът княз Борис Търновски и принц Кирил Преславски. За целия период на обучението Станимиров води подробен дневник („Дневник на Станимир Станимиров за образованието на цар Борис III и Принц Кирил“). В този период, през 1912 се случва голямата лична трагедия в семейството на Станимир Станимиров – синът му Стефан току-що защитил докторат по право в Париж умира на 26 г. от туберкулоза.

## Обществена дейност
От януари 1909 до 1920 г. Станимир Станимиров няколко поредни мандата е преизбиран за председател на дружество „Славянска беседа“.
През 1914 г., когато образованието на князете приключва, Станимиров отново е поканен от Екзарх Йосиф I и става Секретар на Светия Синод, който междувременно е пренесен от Цариград в София. Тези задължения той изпълнява до 1917 г. Станимиров е подпредседател на Софийския окръжен учебен съвет, член на Висшия учебен съвет, а също така на духовната цензура при Светия синод. Член-основател е на Българското историческо дружество, на Археологическия институт, първи председател на Българското народонаучно дружество. В периода 1918 – 20 г. Станимир Станимиров е Директор последователно на I и III Софийска мъжка гимназия. Вече 63-годишен през 1921 г. Станимиров напуска гимназиалното поприще и последователно за по една година става директор на Народния етнографски музей (до 1922) и Директор на Народната библиотека (до 1923). През 1929 г., на 50-годишния юбилей на Първа софийска мъжка гимназия той дарява средства за образуване на фонд на името на сина му, от който се дава награда на беден абитуриент от класическия отдел. Дъщерята на Станимир Станимиров, Екатерина е омъжена за гененерал-майор Александър Марков, началник на Лейбгвардейския конен полк, с когото се запознава чрез братовчеда на баща си – ген. Никола Станимиров. През 1920 г. Станимиров е председател на организационния комитет за честване на 50-годишния творчески юбилей на Иван Вазов.
През 1922 г. Станимиров е сред интелектуалците, предложили на правителството да бъде обявен 1 ноември за Ден на народните будители.

## Научна и писателска дейност
Образованието, което получава в Киевската академия определя и трайния изследователски интерес на Станимиров към историята на Църквата. Наред с обобщаващи трудове за Българската църква, той пише множество статии посветени на църковната история на отделни епархии като Ловеч, София, Габрово, и манастирите около него, Пловдив, Търново, Самоков, Троян а също и за християнството в Средец (II-IV в.) и пренасянето на мощите на Св. Иван Рилски. Станимиров проявява интерес и към българското просветно дело и приноса на Васил Априлов в него, Габровската гимназия и екзархийското училище в Одрин. Благодарение на неговия преводачески труд се появява „Всеобща история“ на Острогорски, а и много други важни за времето си книги. Повече от двадесет са изданията, в които печата свои трудове – Духовна култура, Българска книга, Братско слово, Духовна пробуда, Християнка, Светлина, Известия на Българското историческо дружество, Известия на Народния етнографски музей в София, Училищен преглед, Църковен вестник, Заря, Мир и др. Първата книга на Станимир Станимиров, която излиза от печат през 1894 г. е „Учебник по история на Българската черква“ Претърпял още две преработени и допълнени издания (1907 и 1925 г.) учебникът съдържа кратки, систематично подредени параграфи за развитието на християнството в Българската държава от преди покръстването на Борис I, включително и за състоянието на църквата по време на Османското владичество. През следващите години издава още няколко учебника, съгласувано с Министерството на народното просвещение за семинариите и класните училища: История на християнската църква (1897), Закон Божи – в две части (1898), Умозрително богословие (1898), Свещена история – Стари и Нов завет (1900). Изключително наситен е творческият период на Ст. Станимиров през 20-30-те години на 20 век, когато като плод на енциклопедичните му занимания и научни изследвания се издават по-голям брой от публикациите му. Според разработената тематика историческите му съчинения могат да се обособят в няколко основни групи: 1. Личности – жития на светци и биографии на духовни лица; 2. Манастири и църкви; 3. Духовни училища – изследване на дейността на семинариите в Търново, Самоков, Одрин и Цариград; 4. Църковна история на отделни населени места. За написването им освен личните си впечатления и познанства той използва и оригинален документален материал, съхраняван в различни архиви. В дълбочина са проучени архивите на Рилския манастир, на много от по-старите църкви, както и статии в периодичния печат (Дунавски лебед на Раковски), както и преводни материали от руски. Твърде многолика откъм житейски съдби и духовни прояви е палитрата от образи, които са обект на писателското му перо – първоучителя Св. Климент Охридски (рецензия на животописа на светеца от Иван Снегаров), двамата великомъченици Св. Георги Нови Софийски и Св. Николай Нови Софийски, през Пловдивския митрополит Максим, Ладиокийския епископ Стефан Ковачевич (първия предстоятел на българския православен храм в Цариград), архимандрит Йосиф Соколски (5 труда, включителни изследване на архива на Киево-Печорската лавра).

## Отличия
За цялостната си педагогическа и обществена дейност Станимир Попстефанов Станимиров е награден с ордените: „За гражданска заслуга“, „Св. Александър“ и „Св. Сава“. През 2007 г. със свое решение Столичният общински съвет даде на улица в софийския кв. Малинова долина името „Станимир Станимиров“ (Карта).